# Масимилиано Папис
Масимилиано „Макс“ Папис (на италиански: Massimiliano Papis е бивш пилот от Формула 1. Роден на 3 октомври 1969 г. в Комо, Италия.

## Формула 1
Масимилиано Папис прави своя дебют във Формула 1 в Голямата награда на Великобритания през 1995 г. В световния шампионат записва 7 състезания като не успява да спечели точки, състезава се за отбора на Футуърк.